# Daniel Pemberton
Daniel Pemberton (Reino Unido, 3 de novembro de 1977) é um compositor inglês.